# Ulrike Meyfarth
Ulrike Meyfarth, po mężu Nasse-Meyfarth (ur. 4 maja 1956 we Frankfurcie nad Menem) – niemiecka lekkoatletka, startująca w skoku wzwyż. Mistrzyni olimpijska z 1972 i 1984, uczestniczka igrzysk olimpijskich z 1976 roku.
Sensacja Igrzysk Olimpijskich w Monachium, gdzie jako szesnastolatka zdobyła złoty medal wynikiem 1,92 m, co oznaczało wyrównanie rekordu świata. Po wielu latach wróciła do wielkiego skakania w 1982: została mistrzynią Europy i rekordzistką świata (2,02 m). Rok 1983 przyniósł jej tytuł wicemistrzyni świata i jeszcze jeden rekord świata (2,03 m), rok później po raz drugi została mistrzynią olimpijską.
Była też czterokrotną medalistką halowych mistrzostw Europy (w tym złotą w Mediolanie w 1982 i Göteborgu w 1984). Siedem razy zdobyła mistrzostwo RFN na otwartym stadionie (w 1973, 1975, 1979, 1980, 1981, 1982 i 1983) i sześć razy w hali (w 1975, 1976, 1979, 1980, 1981 i 1984).